# Edwin Krebs
Edwin Gerhard Krebs (Lansing, 6 giugno 1918 – 21 dicembre 2009) è stato un biochimico statunitense, premio Nobel per la medicina nel 1992 insieme a  Edmond Fischer, per aver scoperto il concetto di fosforilazione reversibile e il suo ruolo nella regolazione biologica.